# Ускеч
Ускеч (рум. Uscăci) — село у повіті Долж в Румунії. Адміністративно підпорядковане місту Філіаші.
Село розташоване на відстані 199 км на захід від Бухареста, 36 км на північний захід від Крайови.

## Населення
За даними перепису населення 2002 року у селі проживали 153 особи, усі — румуни. Усі жителі села рідною мовою назвали румунську.